# Taroom
Taroom – miasto w Australii, w stanie Queensland.